# Cauterets
Cauterets is een gemeente in het Franse departement Hautes-Pyrénées (regio Occitanie). De plaats maakt deel uit van het arrondissement Argelès-Gazost. De plaats ligt 32 km ten zuidwesten van Lourdes, in de vallei van de Gave de Cauterets en grenst aan het Nationaal Park Pyrénées. Cauterets telde op 1 januari 2022 859 inwoners.

## Geografie
De oppervlakte van Cauterets bedroeg op 1 januari 2022 156,84 vierkante kilometer; de bevolkingsdichtheid was toen 5,5 inwoners per km².

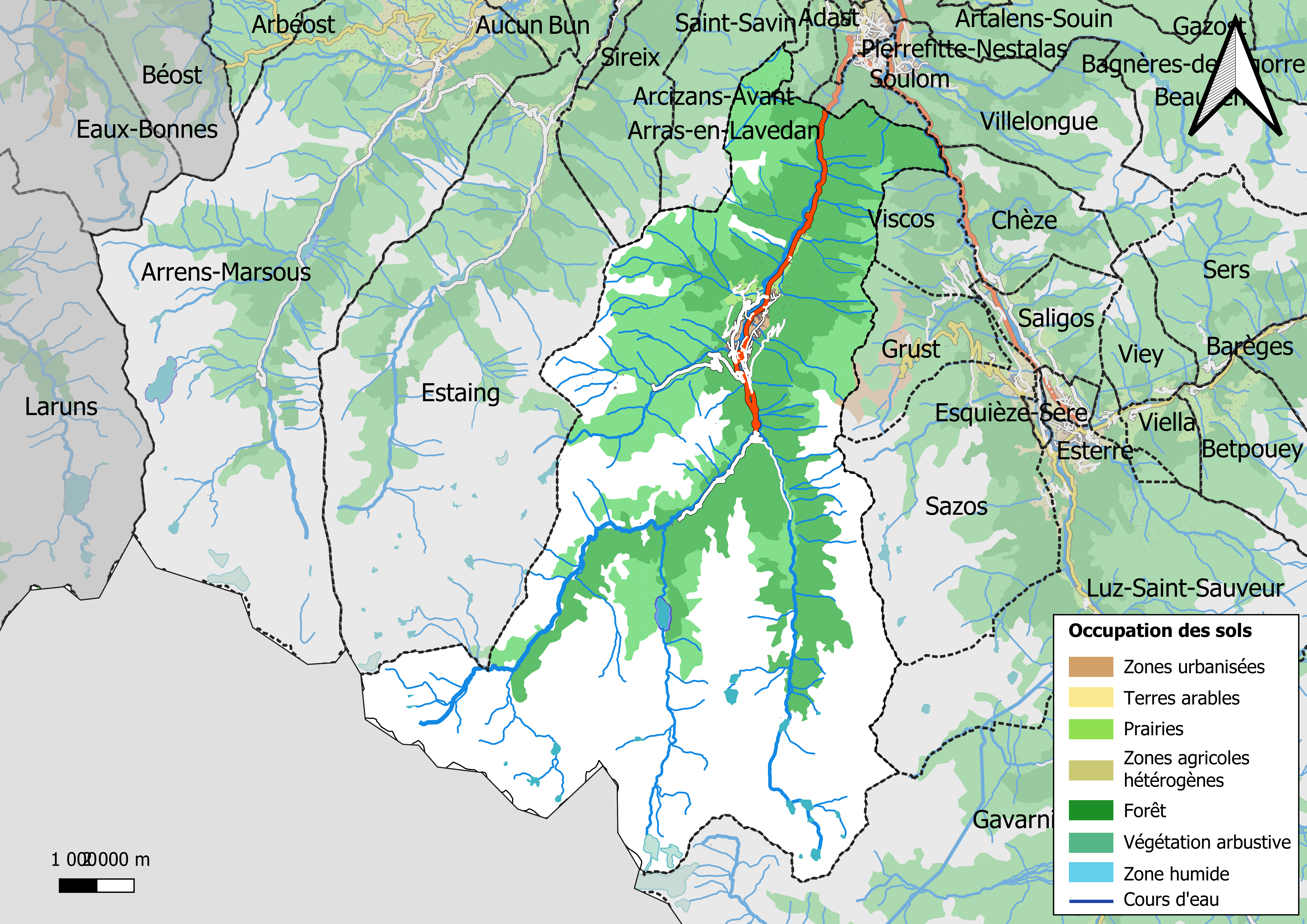
Kaart van de gemeente met belangrijkste infrastructuur, bodemgebruik en omliggende gemeenten

## Demografie
Onderstaande figuur toont het verloop van het inwonertal (bron: INSEE-tellingen).

## Thermale bronnen
Cauterets is bekend om zijn thermale bronnen. Deze zijn vooral gekenmerkt door de aanwezigheid van zwavel en natrium, en worden gebruikt bij de behandeling van luchtwegen, reuma en huidziekten.

## Sport

### Wintersport
Cauterets biedt mogelijkheden voor langlaufen en skiën. Er is 36 kilometer aan langlaufroutes in Pont d'Espagne en er zijn 25 skipistes tussen de 1300m en 2500m, die geschikt zijn voor zowel beginners als gevorderden.
De plaats wordt ook veel aangedaan door wandelaars van het lange-afstand-wandelpad GR10.

### Wielrennen
Cauterets was vijf keer etappeplaats in de wielerkoers Ronde van Frankrijk.
De ritwinnaars in Cauterets zijn:
- 1953: Jesús Loroño
- 1989: Miguel Indurain
- 1995: Richard Virenque
- 2015: Rafał Majka
- 2023: Tadej Pogačar